# Table des caractères Unicode/U27C0
Cette page contient des caractères spéciaux ou non latins. S’ils s’affichent mal (▯, ?, etc.), consultez la page d’aide Unicode.
Table des caractères Unicode U+27C0 à U+27EF.

## Symboles mathématiques divers – A
Jeu de symboles à usage mathématique ou de modélisation informatique (jointures de tables), opérateurs divers pointés ou rayés, taquets, variantes de symboles géométriques (losange, carreaux, carrés) et de signes de ponctuation (crochets droits ou angulaires).

### Table des caractères
| en fr  | 0 | 1 | 2 | 3 | 4 | 5 | 6 | 7 | 8 | 9 | A | B | C | D | E | F |
| ------ | - | - | - | - | - | - | - | - | - | - | - | - | - | - | - | - |
| U+27C0 | ⟀ | ⟁ | ⟂ | ⟃ | ⟄ | ⟅ | ⟆ | ⟇ | ⟈ | ⟉ | ⟊ | ⟋ | ⟌ | ⟍ | ⟎ | ⟏ |
| U+27D0 | ⟐ | ⟑ | ⟒ | ⟓ | ⟔ | ⟕ | ⟖ | ⟗ | ⟘ | ⟙ | ⟚ | ⟛ | ⟜ | ⟝ | ⟞ | ⟟ |
| U+27E0 | ⟠ | ⟡ | ⟢ | ⟣ | ⟤ | ⟥ | ⟦ | ⟧ | ⟨ | ⟩ | ⟪ | ⟫ | ⟬ | ⟭ | ⟮ | ⟯ |